# بنفشه علفزار
 بنفشه علفزار (نام علمی: Viola egglestonii) نام یک گونه از سرده بنفشه است.